# Areias (São José)
Areias é um bairro do distrito de Barreiros no município catarinense de São José. É o oitavo bairro mais populoso do município, e o quarto no distrito, com aproximadamente 11.588 mil habitantes em 2010, sendo 51,52% composto de mulheres. Tem divisas com os bairros Real Parque, Ipiranga, Jardim Santiago e Serraria. Sua área inclui o sub-bairro Dona Adélia na divisa com o bairro Serraria.

## Geografia

### Limites
Os bairros vizinhos ao Areias são Serraria (o mais populoso do distrito de Barreiros), Ipiranga e Pedregal. As fronteiras do bairro são delimitadas por parte do rio Três Henriques e pelos seguintes logradouros: BR-101, rua Santa Clara, rua Santa Terezinha, rua Palmira Laura Florêncio, rua João José Martins (antiga Geral de Potecas), rua José Zeferino Cardoso, rua Henrique Alvim Corrêa e rua Álvaro Medeiros Santiago.

### Relevo
O bairro possui um relevo marjoritariamente plano no nível do mar (altitude entre 5 e 15 m). A região mais elevada fica à noroeste, numa elevação que atinge 190 metros. Uma segunda região elevada, na divisa com Serraria, à leste da anterior, tem pico em aproximatamente 115 metros. Outras elevações são esparças no território, com altitudes que não superam os 50 metros.

### Rios
No bairro Areias está uma das nascentes e a maior porção do rio Três Henriques.  O rio transcorre no sentido oeste-leste, na borda sul do bairro, passando pelo sub-bairro Dona Adélia e finalmente sendo a linha fronteiriça com o bairro Serraria. No relatório de março de 2013, para o plano de saneamento básico de São José, foi mostrado que as nascentes não estão suficientemente protegidas. Os principais riscos detectados no bairro foram lançamento de esgoto, presença de resíduos, obstrução das bocas de lobo, entre outros. Em 2010, cinquenta caminhões de lixo haviam sido retirados do rio Três Henriques num trabalho de desassoramento. Em 2018, vereadores pautaram pedido de despoluição do rio, embora sem resultados reais.

## Espaços públicos
O bairro conta com alguns espaços públicos como a nova praça entre as ruas Fagundes Varela e Angelina Figueiredo. A construção começou no segundo semestre de 2019 e possui uma área de 5.790,45 m². 

## Educação
O bairro conta com diversos centros de educação básica, são algumas delas: 
- Colégio Caminho Feliz (particular), rua Ari Barroso
- Centro Educacional Cenecista Santa Cruz (particular), ruaFrancisco Jacinto De Melo
- Escola Barreiros (particular), rua da Independência
- Escola Cooperativa de Educação de Professores e Especialistas (particular), rua Álvaro Medeiros Santiago
- Colégio Ceb (particular), rua da Independência
- Escola Professora Regina Bastos (pública), rua José Rafael Freitas
- Escola Pres Juscelino Kubitschek (pública), rua Jacob Sens
- Escola Apam (pública), avenida Jaime Estefano Becker
- Escola de Ensino Fundamental São Miguel (pública), rua Manoel Bandeira
- Centro Educacional Infantil Santa Inês, rua Paulo João dos Santos

## Saúde
No bairro, existem dois centros públicos de saúde. O Posto de Saúde Vista Bela na rua Maria Elizabete Marques de Matos e o Posto de Saúde Areias, na rua João José Martins.

## Centros comerciais
Neste bairro, estão localizados grandes centros comerciais da região, como o Shopping Ideal e grandes mercados de semi-atacado e varejo.